# Emil von Ziegler
Emil Gustav Ritter von Ziegler (Brasov, 14. travnja 1861. - Erdevik, 1. kolovoza 1915.) je bio austrougarski general i vojni zapovjednik. Tijekom Prvog svjetskog rata zapovijedao je 2. konjičkom divizijom i XVIII. korpusom na Istočnom i Talijanskom bojištu.

## Vojna karijera
Emil von Ziegler je rođen 14. travnja 1861. u Brasovu. Nakon završetka srednje škole pohađa Terezijansku vojnu akademiju u Bečkom Novom Mjestu, te Časničku školu u Beču. U kolovozu 1880. promaknut je u čin poručnika, a od te godine služi u 2. ulanskoj pukovniji. U studenom 1885. unaprijeđen je u čin natporučnika, nakon čega pohađa Ratnu akademiju u Beču. U siječnju 1889. promaknut je u čin satnika, a od 1893. služi u 3. dragunskoj pukovniji. U svibnju 1895. dostiže čin bojnika, a u studenom 1897. čin potpukovnika. Od 1895. služi u stožeru 36. pješačke divizije, a nakon toga u stožeru konjičke divizije smještene u Beču. Od 1898. nalazi se na službi u 3. dragunskoj pukovniji, dok je u svibnju 1901. promaknut u čin pukovnika. Te iste godine imenovan je za zapovjednika 15 dragunske pukovnije kojom zapovijeda idućih šest godina. U studenom 1907. unaprijeđen je u čin general bojnika, a te iste godine postaje zapovjednikom 1. konjičke brigade. Navedenu dužnost obnaša do 1911. godine kada je u studenom unaprijeđen u čin podmaršala, te imenovan zapovjednikom 2. konjičke divizije. Na tom mjestu dočekuje i početak Prvog svjetskog rata.

## Prvi svjetski rat
Na početku Prvog svjetskog rata 2. konjička divizija nalazila se u sastavu 3. armije kojom je na Istočnom bojištu zapovijedao Rudolf von Brudermann. Zapovijedajući 2. konjičkom divizijom Ziegler sudjeluje u Galicijskoj bitci i to najprije u Bitci kod Komarowa, te potom u Bitci kod Rava-Ruske. U listopadu 1914. divizija prelazi u sastav 1. armije u sklopu koje sudjeluje u Bitci kod Limanowe.
U ožujku 1915. Ziegler je imenovan zapovjednikom XVIII. korpusa zamijenivši na tom mjestu Heinricha Tschurtschenthalera. U svibnju te iste godine promaknut je u čin generala konjice. 

## Smrt
Nakon promaknuća u generala konjice Ziegler je obolio od kolere. Preminuo je 1. kolovoza 1915. u 55. godini života u bolnici u Erdeviku. Od 1889. bio je oženjen s Mariom Mitlacher s kojom je imao dva sina i tri kćeri.

## Vanjske poveznice
(eng.) Emil von Ziegler na stranici Oocities.org

(njem.) Emil von Ziegler na stranici Weltkriege.at